# Різнозуба акула мексиканська
Різнозуба акула мексиканська ( Heterodontus mexicanus) — акула з роду Різнозуба акула родини Різнозубі акули. Інша назва «мексиканська рогата акула».

## Опис
Загальна довжина досягає 70 см, зазвичай — 60 см. Зовнішністю схожа на каліфорнійську акулу. Голова широка, конусоподібна, з тупою мордою. Очі опуклі, підняті доволі високо, позбавлені мигательної мембрани. Надбрівні дуги високі. Рот сильно зігнутий. Зуби в передній частині щелепи малі і загострені, з боків щелеп зуби більші та подовжені. На верхній щелепі — 19-26 рядків, на нижній — 18-29. У неї 5 пар довгих зябрових щілин. Тулуб циліндричної форми з 2 спинними плавцями та 1 анальним. Біля кожного плавця є шипи. Передній спинний плавець починається навпроти грудних плавців. Хвостовий плавець гетероцеркальний.
Забарвлення жовто-коричневе, іноді світло-буре. Між надбрівними дугами («рогами») проходить світла поперечна смуга. Під очима є великі темні плями. Має численні дрібні темні плями на голові, тулубі та хвості, розмір яких сягає половини діаметра ока (вони менші ніж у каліфорнійської акули).

## Спосіб життя
Тримається від поверхні до 30 м глибини. Воліє до скелястого і кам'янистого дна з піщаним ґрунтом, що поросло водоростями. Доволі повільна акула. Є одинаком. Вдень ховається у природних укриттях. Активна вночі та присмерку. Полює біля дна. Живиться ракоподібними, молюсками, дрібною рибою.
Статева зрілість у самців настає при розмірах 40-50 см. Це яйцекладна акула. Народжені акуленята становлять 14 см завдовжки.
Не є об'єктом промислового вилову. Часто ловиться для утримання в акваріумах, оскільки добре переносить неволю.

## Розповсюдження
Мешкає в Тихому океані: біля узбережжя Мексики, Гватемали, Панами, Колумбії.